# Curtara addera
Curtara addera är en insektsart som beskrevs av Delong 1980. Curtara addera ingår i släktet Curtara och familjen dvärgstritar. Inga underarter finns listade i Catalogue of Life.